# Pablo Iglesias Turrión
|  | No s'ha de confondre amb Pablo Iglesias Posse. |

Pablo Iglesias Turrión   (Madrid, 17 d'octubre de 1978) és un politòleg, presentador de televisió i expolític espanyol. Va ser vicepresident segon i ministre de Drets Socials i Agenda 2030 del Govern d'Espanya entre 2020 i 2021. Va ser secretari general del partit Podem des del 2014, i ha estat el cap de llista d'aquesta formació en les eleccions al Parlament Europeu de 2014 i les eleccions generals espanyoles de 2015, 2016, abril de 2019 i novembre de 2019 fins al 5 de maig de 2021.
Doctor en Ciències Polítiques per la Universitat Complutense de Madrid, on també va treballar com a professor titular interí, va ser un dels fundadors de Podem el 2014, any en què va ser elegit diputat de Parlament Europeu per aquesta formació.
L'Assemblea constituent de Podem va tenir lloc del 15 de setembre al 15 de novembre de 2014, i s'hi van fixar els principis ètics i organitzatius de la formació i es va triar Iglesias com a líder de la formació.
Posteriorment ha estat diputat al Congrés durant la XI, XII, XIII i XIV legislatures. Com a presentador de televisió ha portat els programes Fort Apache (Hispan TV), La Tuerka i Otra Vuelta de tuerka (Público TV). Va ser també director de continguts i creativitat de Producciones Con Mano Izquierda (CMI), i va col·laborar amb la Fundación Centro de Estudios Políticos y Sociales (Fundación CEPS).
Va dimitir com a ministre de Drets Socials i Agenda 2030 i vicepresident de Govern per ser candidat a presidir la Comunitat de Madrid. El mateix dia de les eleccions a l'Assemblea de Madrid de 2021, va anunciar que abandonava la primera línia política a causa dels seus resultats.

## Biografia
Va néixer a Madrid el 17 d'octubre de 1978, fill de Francisco Javier Iglesias Peláez, un inspector de treball i professor d'Història Contemporània i Història de Relacions Laborals a l'Escola de Relacions Laborals de Zamora, dependent de la Universitat de Salamanca, ja jubilat, que va militar al Front Revolucionari Antifeixista i Patriota (FRAP) i d'una advocada sindicalista de CCOO, María Luisa Turrión Santa-María. L'avi matern va ser sindicalista, fundador de la UGT i històric del PSOE, i l'avi patern, Manuel Iglesias Ramírez (1913-1986), militant del Partit Socialista Obrer Espanyol (PSOE), va ser condemnat a mort l'any 1939 pel franquisme, encara que finalment la pena va ser commutada per presó gràcies als testimonis de membres de la Falange, entre ells Ezequiel Puig Maestre Amado, que van negar moltes de les acusacions que s'havien fet contra ell.
Amb 13 anys, després de la separació dels seus pares, es va traslladar amb la seva mare a al barri madrileny de Vallecas. Part de la seva infantesa residí a Sòria, ciutat en la qual va estar destinat el seu pare. Amb l'entrada a l'institut comença la seva relació amb la política, entrant a militar a les Joventuts Comunistes abans dels 14 anys, on va estar-hi fins als 20. Ha estat autor de llibres dedicats al cinema i a la política i, també, impulsor de la seva primera plataforma televisiva, La Tuerka.

## Activitat acadèmica
Iglesias és llicenciat en Dret (promoció de 2001) i en Ciència Política (2004) per la Universitat Complutense de Madrid, on també va obtenir el doctorat el 2008, amb una tesi sobre l'acció col·lectiva postnacional. Va realitzar altres estudis de postgrau com un màster en Humanitats (2010) per la Universitat Carles III de Madrid amb una tesi sobre anàlisi política del cinema, i un master of Arts in Communication (2011) pel European Graduate School (Suïssa), on va realitzar cursos de filosofia dels mitjans de comunicació i va estudiar teoria política, cinema i psicoanàlisi. Des de 2002, ha publicat uns trenta articles en revistes acadèmiques.
En 2022, després de la seva etapa en la política activa es va reincorporar a la Universidad Complutense de Madrid com a professor de Ciencia Política, fins el 2025, quan no va aonseguir plaça.

### Activisme polític
Es posiciona políticament a l'esquerra, va militar en la Unió de Joventuts Comunistes d'Espanya des dels catorze anys fins als vint, i és vocal del Consell Executiu de la Fundació Centre d'Estudis Polítics i Socials, dedicada segons els seus estatuts «a la producció de pensament crític i al treball cultural i intel·lectual per fomentar consensos d'esquerres». El 2001 va participar en el moviment antiglobalització, on va defensar la desobediència civil com a forma de lluita, i seva tesi doctoral va versar sobre aquest tema.
El gener de 2014 va presentar, juntament amb altres persones i col·lectius, el moviment ciutadà Podem, amb la voluntat de concórrer a les eleccions al Parlament Europeu d'aquell mateix any, des d'on va ser el candidat més votat en les primàries obertes ciutadanes del partit. El 25 de maig de 2014 Podem va aconseguir 5 escons a les eleccions al Parlament Europeu, després de només quatre mesos de carrera política.
El 15 de novembre de 2014 va ser resultar escollit secretari general de Podem, el procés d'elecció va acabar amb el 88% dels vots dels 107.488 emesos per l'assemblea ciutadana del partit, en favor de la candidatura d'Iglesias i el seu equip. Com a cap de llista de Podem ha estat elegit diputat per Madrid a les eleccions generals espanyoles de 2015 i 2016.

### Vicepresident del govern

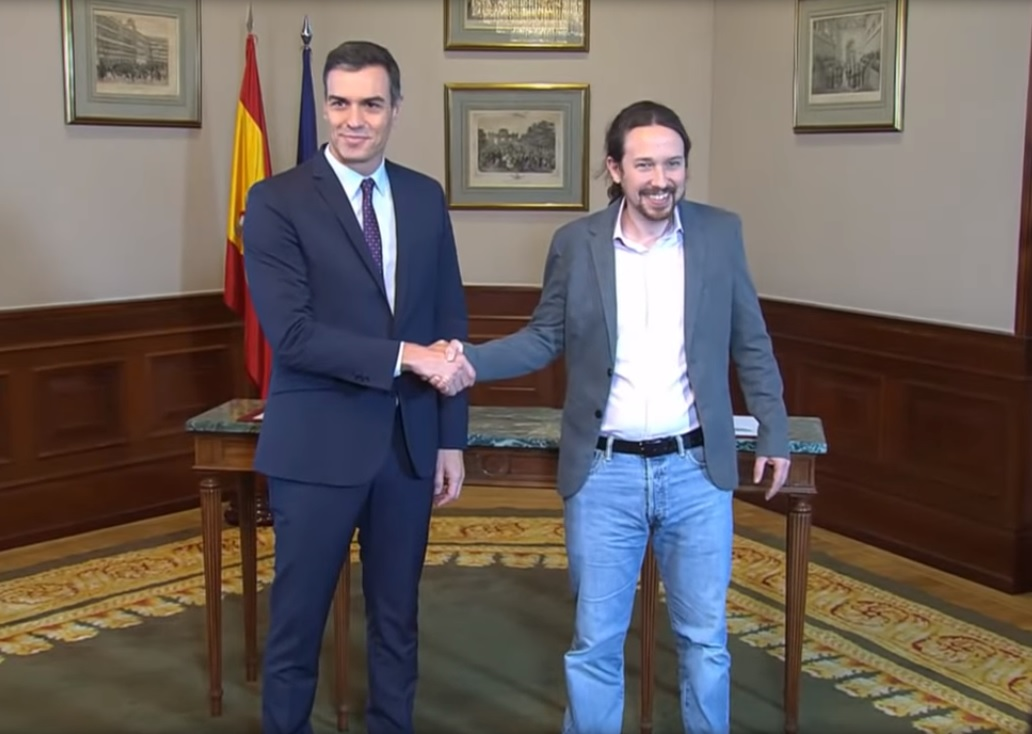
Iglesias i el president Pedro Sánchez en la presentació de l'acord de govern de coalició entre Unides Podem i PSOE, el 12 de novembre del 2019

Com a resultat de les eleccions generals espanyoles de novembre de 2019 Va formar part del Segon Govern de Pedro Sánchez a la XIV Legislatura Espanyola com a Vicepresident primer i ministre de Drets Socials i Agenda 2030 després de l'acord amb Unides Podem i del Pacte dels Sis, el primer govern de coalició des de la Segona República, format per Partit Socialista Obrer Espanyol (PSOE), Unides Podem i independents proposats per ambdós partits.
Iglesias va deixar el Govern de l'Estat el 30 de març de 2021 per disputar a Isabel Díaz Ayuso les eleccions a l'Assemblea de Madrid de 2021, davant els mals resultats que pronosticaven les enquestes a una candidatura que havia d'encapçalar Isabel Serra, i Més Madrid va rebutjar una coalició de les dues formacions. El 4 de maig va dimitir com a secretari general de Podem després que els partits de dretes sumessin majoria absoluta a les eleccions a l'Assemblea de Madrid d'aquell dia.

### Activitat en els mitjans
Ha estat articulista de diferents mitjans de premsa escrita, com Público, Kaosenlared, Diagonal i Rebelión.

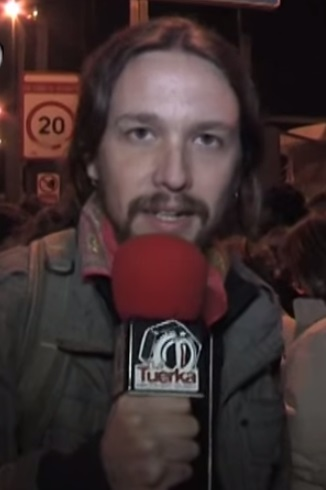
Pablo el 2012, com entrevistador de La Tuerka.

El 2003 va començar un programa a Tele K, La Tuerka, realitzat per la productora Con Mano Izquierda. A causa dels problemes amb les llicències de Tele K i Canal 33, totes dues cadenes van començar a emetre part de la seva programació conjuntament, i La Tuerka es va traslladar a Canal 33 Madrid per emetre en directe i Tele K emetia el seu programa en diferit. En gener de 2013 va començar a presentar un programa similar a la cadena de capital iranià HispanTV: Fort Apache.
El maig de 2013, Pablo Iglesias va ser convidat al programa El gato al agua d'Intereconomía per parlar sobre la convocatòria de Rodea el Congreso. Després d'aquesta participació, va començar a rebre sol·licituds d'altres mitjans i va passar a ser col·laborador habitual en les tertúlies polítiques d'El gato al agua, El cascabel al agua (13 TV), La Sexta Noche (La Sexta), Las mañanas de Cuatro i 24h Noche (24 Horas).
Aquestes aparicions en els mitjans de masses li han valgut crítiques positives i negatives. Mentre en Diario Siglo XXI lloen el seu currículum i el seu estil «respectuós dels seus contertulians», a Periodista Digital el qualifiquen de «fabricant de misèria» i posen en qüestió la seva activitat acadèmica.

### Canal RED
El novembre de 2022, Pablo Iglesias anunciava a les xarxes socials la creació d'un nou canal de televisió a través d'internet que dirigiria ell mateix. Canal RED (el nom del mitjà) sorgia amb la pretensió de donar rèplica als canals de televisó i ràdio que "diuen bàsicament el mateix".

### Restauració
En 2024 va obrir un negoci de restauració a Madrid anomenat Taberna Garibaldi juntament amb el poeta Sebastián Fiorilli i el cantautor Carlos Ávila.

### Premis i reconeixements
- 2013 - Premi Enfocados de periodismo, Departament de Periodisme i Comunicació Audiovisual de la Universitat Carles III de Madrid i la Coordinadora ONG para el Desarrollo-España[47] «per la seva contribució al canvi social», que va compartir amb Ignacio Escolar i Jordi Évole en la categoria individual.
- 2021 - Gran Creu del Reial i Distingit Orde Espanyol de Carles III[48]

## Obres
Autor
- Iglesias Turrión, Pablo. Multitud y acción colectiva postnacional.  Complutense de Madrid, Servei de Publicacions, 2009.
- Iglesias Turrión, Pablo. Desobedientes.  Popular, 2011.
- Iglesias Turrión, Pablo. Maquiavelo frente a la gran pantalla. Cine y política.  Akal, 2013.
- Iglesias Turrión, Pablo. Ganar o morir. Lecciones políticas de Juego de Tronos.  Akal, 2014.[49]
- Iglesias Turrión, Pablo. Disputar la democracia. Política para tiempos de crisis.  Akal, 2014.
- Iglesias Turrión, Pablo. Una nueva transición. Materiales del año del cambio.  Akal, 2015.

Coautor
- Iglesias Turrión, Pablo; Monedero, Juan Carlos. ¡Que no nos representan!: El debate sobre el sistema electoral español.  Popular, 2011.
- Iglesias Turrión, Pablo; Nega LCDM. Conversación entre Pablo Iglesias y Nega LCDM.  Icaria, 2013.
- Iglesias Turrión, Pablo; Juliana, Enric. Nudo España.  Arpa, 2018.[50]

Coordinador i/o editor
- Iglesias Turrión, Pablo (editor). Cuando las películas votan. Lecciones de ciencias sociales a través del cine.  Catarata, 2013 [Consulta: 13 juliol 2013].
- Iglesias Turrión, Pablo; Espasandín, Jesús (coordinadores). Bolivia en Movimiento. Acción colectiva y poder político.  El Viejo Topo, 2007.